# Cnemoplites princeps
Cnemoplites princeps là một loài bọ cánh cứng trong họ Cerambycidae.